# Idagoor, Gubbi
Idagoor là một làng thuộc tehsil Gubbi, huyện Tumkur, bang Karnataka, Ấn Độ.